# Meidericher Spielverein von 1902 1963-1964
Questa voce raccoglie le informazioni riguardanti il Meidericher Spielverein von 1902 nelle competizioni ufficiali della stagione 1963-1964.

## Stagione
Nella stagione 1963-1964 il Meidericher, allenato da Rudi Gutendorf, concluse il campionato di Bundesliga al 2º posto. In Coppa di Germania il Meidericher fu eliminato al primo turno dall'Hertha Berlino.

## Rosa
| N. |                     | Ruolo | Calciatore        |
| -- | ------------------- | ----- | ----------------- |
|    | Germania (bandiera) | P     | Fred Jesse        |
|    | Germania (bandiera) | P     | Manfred Manglitz  |
|    | Germania (bandiera) | P     | Erich Staude      |
|    | Germania (bandiera) | D     | Dieter Danzberg   |
|    | Germania (bandiera) | D     | Hartmut Heidemann |
|    | Germania (bandiera) | D     | Werner Lotz       |
|    | Germania (bandiera) | D     | Manfred Müller    |
|    | Germania (bandiera) | D     | Günter Preuß      |
|    | Germania (bandiera) | D     | Johann Sabath     |
|    | Germania (bandiera) | C     | Johann Cichy      |
|    | Germania (bandiera) | C     | Kurt Gorgs        |

| N. |                     | Ruolo | Calciatore       |
| -- | ------------------- | ----- | ---------------- |
|    | Germania (bandiera) | C     | Werner Krämer    |
|    | Germania (bandiera) | A     | Uwe Erich        |
|    | Germania (bandiera) | A     | Pille Gecks      |
|    | Germania (bandiera) | A     | Heinz Höher      |
|    | Germania (bandiera) | A     | Werner Kubek     |
|    | Germania (bandiera) | A     | Ludwig Nolden    |
|    | Germania (bandiera) | A     | Helmut Rahn      |
|    | Germania (bandiera) | A     | Heinz Versteeg   |
|    | Germania (bandiera) | A     | Friedhelm Vos    |
|    | Germania (bandiera) | A     | Gustav Walenciak |

## Organigramma societario
Area tecnica
- Allenatore: Rudi Gutendorf
- Allenatore in seconda:
- Preparatore dei portieri:
- Preparatori atletici:

## Calciomercato

### Sessione estiva
| Acquisti | Acquisti         | Acquisti         | Acquisti |
| R.       | Nome             | da               | Modalità |
| -------- | ---------------- | ---------------- | -------- |
| A        | Heinz Höher      | Bayer Leverkusen |          |
| P        | Manfred Manglitz | Bayer Leverkusen |          |
| A        | Helmut Rahn      | Twente           |          |

| Cessioni | Cessioni | Cessioni | Cessioni |
| R.       | Nome     | a        | Modalità |
| -------- | -------- | -------- | -------- |

## Risultati

### Bundesliga

#### Girone di andata
| Arbitro: | Zimmermann |

|             |           |                                    |
| Metzger 83’ | Marcatori | 29’, 88’ Krämer 33’ Cichy 37’ Rahn |

| Arbitro: | Spiewak |

|                                  |           |              |
| Rahn 6’ Heidemann 43’ Krämer 57’ | Marcatori | 62’ Trimhold |

| Arbitro: | Niemeyer |

|                                  |           |                       |
| Lulka 17’, 30’, 52’ Tybussek 72’ | Marcatori | 85’ Rahn 89’ Versteeg |

| Arbitro: | Deuschel |

|            |           |                           |
| Sabath 75’ | Marcatori | 15’ Faeder 73’, 83’ Beyer |

| Arbitro: | Fritz |

|            |           |              |
| Schütz 80’ | Marcatori | 15’ Versteeg |

| Arbitro: | Pooch |

|                           |           |  |
| Kubek 40’, 82’ Krämer 64’ | Marcatori |  |

| Arbitro: | Regely |

|                         |           |                       |
| Gerhardt 13’ Libuda 42’ | Marcatori | 38’ Lotz 55’ Versteeg |

| Arbitro: | Handwerker |

|                              |           |                      |
| Krämer 33’, 50’ Versteeg 72’ | Marcatori | 21’ (aut.) Heidemann |

| Arbitro: | Baumgärtel |

|                            |           |                                       |
| Overath 8’, 88’ Müller 68’ | Marcatori | 30’ Krämer 32’ Walenciak 80’ Versteeg |

| Arbitro: | Fischer |

|                                          |           |  |
| Walenciak 58’, 70’ Nolden 61’ Sabath 67’ | Marcatori |  |

| Braunschweig 16 novembre 1963, ore 14:30 CET 11ª giornata | Eintracht Braunschweig | 0 – 0 referto | Meidericher | Stadion an der Hamburger Straße (28 000 spett.)\| Arbitro: \| Kreitlein \| |
| Arbitro:                                                  | Kreitlein              |               |             |                                                                            |

| Arbitro: | Wieser |

|                                          |           |                                |
| Nolden 23’ (rig.) Walenciak 52’ Lotz 76’ | Marcatori | 4’, 32’ Konietzka 20’ Emmerich |

| Arbitro: | Fritz |

|                 |           |  |
| Strehl 25’, 64’ | Marcatori |  |

| Arbitro: | Schulenburg |

|                                 |           |  |
| Krämer 4’ Rahn 49’ Versteeg 68’ | Marcatori |  |

| Arbitro: | Betz |

|             |           |                   |
| Neumann 58’ | Marcatori | 75’ (rig.) Nolden |

#### Girone di ritorno
| Arbitro: | Spiewak |

|                  |           |  |
| Lotz 7’ Rahn 35’ | Marcatori |  |

| Arbitro: | Schulenburg |

|                       |           |                    |
| Lindner 32’ Stein 82’ | Marcatori | 2’ Krämer 65’ Lotz |

| Duisburg 25 gennaio 1964, ore 14:30 CET 18ª giornata | Meidericher | 0 – 0 referto | Preußen Münster | Wedaustadion (15 000 spett.)\| Arbitro: \| Kreitlein \| |
| Arbitro:                                             | Kreitlein   |               |                 |                                                         |

| Arbitro: | Lutz |

|                                              |           |                       |
| Steinert 1’, 4’ Altendorff 39’, 78’ Rühl 46’ | Marcatori | 9’ Lotz 90’ Walenciak |

| Arbitro: | Ott |

|                   |           |  |
| Nolden 70’ (rig.) | Marcatori |  |

| Monaco di Baviera 31 marzo 1964, ore 20:15 CET 21ª giornata | Monaco 1860 | 0 – 0 referto | Meidericher | Stadion an der Grünwalder Straße (37 000 spett.)\| Arbitro: \| Hager \| |
| Arbitro:                                                    | Hager       |               |             |                                                                         |

| Arbitro: | Zimmermann |

|                                 |           |  |
| Krämer 8’ Rahn 18’ Versteeg 57’ | Marcatori |  |

| Arbitro: | Handwerker |

|  |           |                       |
|  | Marcatori | 18’ Lotz 82’ Versteeg |

| Arbitro: | Sparing |

|                             |           |                     |
| Krämer 3’ Nolden 17’ (rig.) | Marcatori | 61’ Sturm 67’ Weber |

| Arbitro: | Kreitlein |

|                                  |           |                     |
| Vogler 74’ Boyens 80’ Dörfel 89’ | Marcatori | 26’, 56’, 73’ Gecks |

| Arbitro: | Jacobi |

|                                                   |           |            |
| Gecks 4’, 53’ Walenciak 8’, 65’ Jäcker 23’ (aut.) | Marcatori | 6’ Schmidt |

| Dortmund 11 aprile 1964, ore 17:00 CET 27ª giornata | Borussia Dortmund | 0 – 0 referto | Meidericher | Stadio Rote Erde (21 000 spett.)\| Arbitro: \| Deuschel \| |
| Arbitro:                                            | Deuschel          |               |             |                                                            |

| Duisburg 18 aprile 1964, ore 17:00 CET 28ª giornata | Meidericher | 0 – 0 referto | Norimberga | Wedaustadion (20 000 spett.)\| Arbitro: \| Schulenburg \| |
| Arbitro:                                            | Schulenburg |               |            |                                                           |

| Arbitro: | Ott |

|            |           |                       |
| Wanner 17’ | Marcatori | 26’ Rahn 44’ Versteeg |

| Arbitro: | Riegg |

|                                   |           |  |
| Rahn 3’ Nolden 8’ (rig.) Lotz 86’ | Marcatori |  |

### Coppa di Germania
| Arbitro: | Spinnler |

|         |           |                        |
| Lotz 7’ | Marcatori | 57’ Rühl 116’ Borchert |

## Statistiche

### Statistiche di squadra
| Competizione      | Punti | In casa | In casa | In casa | In casa | In casa | In casa | In trasferta | In trasferta | In trasferta | In trasferta | In trasferta | In trasferta | Totale | Totale | Totale | Totale | Totale | Totale | DR  |
| Competizione      | Punti | G       | V       | N       | P       | Gf      | Gs      | G            | V            | N            | P            | Gf           | Gs           | G      | V      | N      | P      | Gf     | Gs     | DR  |
| ----------------- | ----- | ------- | ------- | ------- | ------- | ------- | ------- | ------------ | ------------ | ------------ | ------------ | ------------ | ------------ | ------ | ------ | ------ | ------ | ------ | ------ | --- |
| Bundesliga        | 39    | 15      | 10      | 4       | 1       | 36      | 11      | 15           | 3            | 9            | 3            | 24           | 25           | 30     | 13     | 13     | 4      | 60     | 36     | +24 |
| Coppa di Germania | -     | 1       | 0       | 0       | 1       | 1       | 2       | 0            | 0            | 0            | 0            | 0            | 0            | 1      | 0      | 0      | 1      | 1      | 2      | -1  |
| Totale            | 39    | 16      | 10      | 4       | 2       | 37      | 13      | 15           | 3            | 9            | 3            | 24           | 25           | 31     | 13     | 13     | 5      | 61     | 38     | +23 |

### Andamento in campionato
| Giornata  | 1 | 2 | 3 | 4  | 5 | 6 | 7 | 8 | 9 | 10 | 11 | 12 | 13 | 14 | 15 | 16 | 17 | 18 | 19 | 20 | 21 | 22 | 23 | 24 | 25 | 26 | 27 | 28 | 29 | 30 |
| --------- | - | - | - | -- | - | - | - | - | - | -- | -- | -- | -- | -- | -- | -- | -- | -- | -- | -- | -- | -- | -- | -- | -- | -- | -- | -- | -- | -- |
| Luogo     | T | C | T | C  | T | C | T | C | T | C  | T  | C  | T  | C  | T  | C  | T  | C  | T  | C  | T  | C  | T  | C  | T  | C  | T  | C  | T  | C  |
| Risultato | V | V | P | P  | N | V | N | V | N | V  | N  | N  | P  | V  | N  | V  | N  | N  | P  | V  | N  | V  | V  | N  | N  | V  | N  | N  | V  | V  |
| Posizione | 4 | 3 | 6 | 10 | 9 | 8 | 8 | 6 | 8 | 5  | 5  | 5  | 6  | 4  | 5  | 5  | 4  | 5  | 5  | 4  | 4  | 3  | 3  | 2  | 3  | 2  | 2  | 2  | 2  | 2  |

Legenda:

Luogo: C = Casa; T = Trasferta. Risultato: V = Vittoria; N = Pareggio; P = Sconfitta.

### Statistiche dei giocatori
| Giocatore    | Bundesliga | Bundesliga | Bundesliga  | Bundesliga | Coppa di Germania | Coppa di Germania | Coppa di Germania | Coppa di Germania | Totale   | Totale | Totale      | Totale     |
| Giocatore    | Presenze   | Reti       | Ammonizioni | Espulsioni | Presenze          | Reti              | Ammonizioni       | Espulsioni        | Presenze | Reti   | Ammonizioni | Espulsioni |
| ------------ | ---------- | ---------- | ----------- | ---------- | ----------------- | ----------------- | ----------------- | ----------------- | -------- | ------ | ----------- | ---------- |
| J. Cichy     | 19         | 1          | 0           | 0          | 1                 | 0                 | 0                 | 0                 | 20       | 1      | 0           | 0          |
| D. Danzberg  | 7          | 0          | 0           | 0          | 0                 | 0                 | 0                 | 0                 | 7        | 0      | 0           | 0          |
| U. Erich     | 2          | 0          | 0           | 0          | 1                 | 0                 | 0                 | 0                 | 3        | 0      | 0           | 0          |
| P. Gecks     | 12         | 5          | 0           | 0          | 1                 | 0                 | 0                 | 0                 | 13       | 5      | 0           | 0          |
| K. Gorgs     | 1          | 0          | 0           | 0          | 0                 | 0                 | 0                 | 0                 | 1        | 0      | 0           | 0          |
| H. Heidemann | 29         | 1          | 0           | 0          | 1                 | 0                 | 0                 | 0                 | 30       | 1      | 0           | 0          |
| H. Höher     | 10         | 0          | 0           | 0          | 0                 | 0                 | 0                 | 0                 | 10       | 0      | 0           | 0          |
| F. Jesse     | 0          | 0          | 0           | 0          | 0                 | 0                 | 0                 | 0                 | 0        | 0      | 0           | 0          |
| W. Krämer    | 22         | 11         | 0           | 0          | 0                 | 0                 | 0                 | 0                 | 22       | 11     | 0           | 0          |
| W. Kubek     | 8          | 2          | 0           | 0          | 0                 | 0                 | 0                 | 0                 | 8        | 2      | 0           | 0          |
| W. Lotz      | 29         | 7          | 0           | 0          | 1                 | 1                 | 0                 | 0                 | 30       | 8      | 0           | 0          |
| M. Manglitz  | 30         | 0          | 0           | 0          | 1                 | 0                 | 0                 | 0                 | 31       | 0      | 0           | 0          |
| M. Müller    | 18         | 0          | 0           | 0          | 1                 | 0                 | 0                 | 0                 | 19       | 0      | 0           | 0          |
| L. Nolden    | 29         | 6          | 0           | 0          | 1                 | 0                 | 0                 | 0                 | 30       | 6      | 0           | 0          |
| G. Preuß     | 26         | 0          | 0           | 0          | 1                 | 0                 | 0                 | 0                 | 27       | 0      | 0           | 0          |
| H. Rahn      | 18         | 8          | 0           | 1          | 0                 | 0                 | 0                 | 0                 | 18       | 8      | 0           | 1          |
| J. Sabath    | 28         | 2          | 0           | 0          | 1                 | 0                 | 0                 | 0                 | 29       | 2      | 0           | 0          |
| E. Staude    | 0          | 0          | 0           | 0          | 0                 | 0                 | 0                 | 0                 | 0        | 0      | 0           | 0          |
| H. Versteeg  | 30         | 9          | 0           | 0          | 1                 | 0                 | 0                 | 0                 | 31       | 9      | 0           | 0          |
| F. Vos       | 0          | 0          | 0           | 0          | 0                 | 0                 | 0                 | 0                 | 0        | 0      | 0           | 0          |
| G. Walenciak | 12         | 7          | 0           | 0          | 0                 | 0                 | 0                 | 0                 | 12       | 7      | 0           | 0          |